# Örebro–Svartå Järnväg
Örebro–Svartå Järnväg (ÖrSJ), också kallad Svartåbanan, var en järnvägslinje som gick mellan Örebro södra station och Svartå i västra delen av Närke i Sverige. Järnvägen var drygt 49 kilometer lång. Räknat från Örebro centralstation, varifrån de flesta tåg utgick under senare år, var den drygt 50 kilometer. ÖrSJ korsade Svartån fyra gånger på sin väg genom Närke.

## Historik

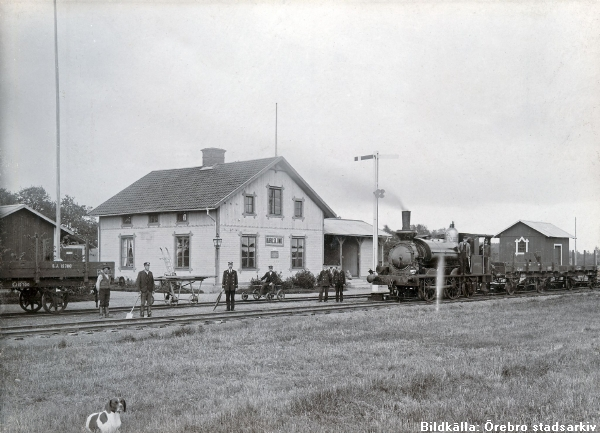
Karlslunds station år 1890

Den statliga stambanan Värmlandsbanan från Laxå till Kristiania (Oslo) hade öppnats 1871 och passerade Svartå. Därifrån flyter Svartån mot Örebro och Hjälmaren och längs ån finns den medeltida Letstigen. Allt sedan 1870-talet hade möjligheten att bygga en genväg till Örebro diskuterats. Banan byggdes av Örebro–Svartå Järnvägsaktiebolag, som fick koncession den 23 november 1894 och påbörjade arbetet 1895. Banan öppnades för trafik den 1 oktober 1897, och den bokförda byggkostnaden var 1906 1 800 000 kronor. ÖrSJ drev aldrig någon trafik på banan utan skrev ett kontrakt på 50 år med Köping–Hults Järnväg (KHJ). KHJ rekonstrueras 1897 som Örebro–Köpings Järnväg (ÖKJ). Svenska staten köpte den 1 januari 1900 sträckan Örebro–Frövi av ÖKJ och Statens Järnvägar (SJ) tog över driftkontraktet för ÖrSJ. Svenska staten köpte ÖrSJ den 1 januari 1907.
Banan elektrifierades 1937 och periodvis, bland annat på 1950-talet, gick nattågen Oslo–Stockholm där för att slippa vända mitt i natten i Laxå. 1962 byggdes ett triangelspår i Laxå, så tågen kunde gå utan att vända.
Redan 1976 ville SJ lägga ner banan, men den fortlevde fram till 1985 då den slutligen lades ned efter hård lokal debatt. Ansvaret överfördes vid denna tid på länen, som inte var vana vid tågansvar och ansåg busstrafik mer kostnadseffektivt. Det höga antalet stopp på banan, ett varannan kilometer, ledde till låg medelhastighet och därmed låg lönsamhet (få passagerarkilometer och därmed lite biljettintäkter per dag och fordon). Låg medelhastighet innebär också låg konkurrenskraft mot bil.
Spåren revs huvudsakligen upp i början av 1990-talet. Idag trafikeras de första tre–fyra kilometerna av banan närmast Örebro som industrispår av diesellok från Green Cargo medan de sista 800 meterna innan Svartå ligger kvar obrukade. Delar av banvallen mellan dessa platser har blivit cykelväg, enskilda vägar eller åkermark.
Det finns under 2000-talet diskussioner om en ny snabb järnväg, preliminärt kallad Nobelbanan, Kristinehamn–Karlskoga–Örebro. Den skulle dock inte gå i exakt samma sträckning som Svartåbanan, utan följa Europaväg 18.

## Industrispår

### Industribanan Latorpsbruk–Garphyttan
År 1916 anlades ett 6 kilometer långt smalspårigt industrispår med spårvidden 600 millimeter som förband Garphytte bruk med Latorpsbruk.

### Karlslund station–Karlslunds kvarn
Mellan Karlslunds station och kvarnen vid Karlslunds herrgård byggdes tidigt ett stickspår efter krav från Theodor Dieden, som ägde gården och som hade starka intressen i Örebro–Svartå järnväg. Stickspåret utgick från bangårdens norra sida och löpte i en kurva österut och norrut ned mot kvarnen, som låg i den sänka som Svartån bildar vid gården. På vägen korsade spåret kanalen mellan Svartån och Karslunds kraftstation. Spåret slutade vid kraftstationen och där fanns det en växel som ledde ned till kvarnbyggnaden. Spåret var normalspårigt (1 435 millimeter) och revs troligen omkring tiden för elektrifieringen 1937.

### Andra industrispår utefter Svartåbanan
| Latorpsbruk station–Alunbrottet               | Spårvidd okänd.                                                      |
| Holmstorp lastplats–Klara gruvor              | Spårvidd 600 och 750 mm                                              |
| Lannabruk lastplats–Lanna kalkbruk            | Spårvidd 600 mm                                                      |
| Fjugesta station–Fjugesta tegelbruk-Lertaget  | Spårvidd 500 mm                                                      |
| Fjugesta grusgrop lastplats–Fjugesta grusgrop | Spårvidd 1435 mm                                                     |
| Gropen station–Gropens såg                    | Spårvidd 1435 mm.                                                    |
| Slästorps torvströfabrik–Övratorpsmossen      | Spårvidd 600 mm.                                                     |
| Ingvaldstorp lastplats–Hultamossen            | Spårvidd 500 mm.                                                     |
| Mullhyttemo station–Stockås torvströfabrik    | Spårvidd 891 mm. Spåren rivna. Närkes första elektrifierade järnväg. |
| Stockås torvströfabrik                        | Spårvidd 500 och 600 mm.                                             |
| Västanås torvströfabrik                       | Spårvidd 600 mm.                                                     |
| Svartå station–Svartå bruk                    | Spårvidd 1435 mm.                                                    |